# Gawłuszowice (gromada)
Gawłuszowice – dawna gromada, czyli najmniejsza jednostka podziału terytorialnego Polskiej Rzeczypospolitej Ludowej w latach 1954–1972.
Gromady, z gromadzkimi radami narodowymi (GRN) jako organami władzy najniższego stopnia na wsi, funkcjonowały od reformy reorganizującej administrację wiejską przeprowadzonej jesienią 1954 do momentu ich zniesienia z dniem 1 stycznia 1973, tym samym wypierając organizację gminną w latach 1954–1972.
Gromadę Gawłuszowice z siedzibą GRN w Gawłuszowicach utworzono – jako jedną z 8759 gromad na obszarze Polski – w powiecie mieleckim w woj. rzeszowskim na mocy uchwały nr 28/54 WRN w Rzeszowie z dnia 5 października 1954. W skład jednostki weszły obszary dotychczasowych gromad Gawłuszowice, Kliszów, Ostrówek i Wola Zdakowska ze zniesionej gminy Gawłuszowice w tymże powiecie. Dla gromady ustalono 21 członków gromadzkiej rady narodowej.
1 stycznia 1960 do gromady Gawłuszowice włączono obszar zniesionej gromady Krzemienica w tymże powiecie.
30 czerwca 1960 do gromady Gawłuszowice włączono wsie Borki Nizińskie, Brzyście i Młodochów ze zniesionej gromady Borki Nizińskie w tymże powiecie.
Gromada przetrwała do końca 1972 roku, czyli do kolejnej reformy gminnej. 1 stycznia 1973, Gawłuszowice na okres 20 lat utraciły funkcje administracyjne. Powróciła do nich dopiero 1 stycznia 1993, kiedy to w województwie rzeszowskim reaktywowano zniesioną w 1954 roku gminę Gawłuszowice.